# Condado de Jefferson (Ohio)
El condado de Jefferson es uno de los 88 condados del Estado estadounidense de Ohio. La sede del condado es Steubenville, siendo a su vez la ciudad más poblada del mismo. El condado posee un área de 1.064 km² (los cuales 3 km² están cubiertos por agua), la población de 73.894 habitantes, y la densidad de población es de 70 hab/km² (según censo nacional de 2000). Este condado fue fundado en 29 de julio de 1797.